# Sabine Bulthaup
Sabine Bulthaup (* 2. Februar 1962 in Ostercappeln) ist eine deutsche Radiomoderatorin, Kabarettistin, Schauspielerin, Sängerin und Politikerin.
Bulthaup gehört zum Ensemble des Frühstyxradios und ist vor allem für ihre Rolle als bodenständige niedersächsische Landfrau Anneliese bekannt, die eine der zahlreichen Figuren des in Norddeutschland nach wie vor populären Radio-Comedy-Formats ist.
Gemeinsam mit Dietmar Wischmeyer spricht sie die Serie Frieda und Anneliese und tritt in dieser und anderen Rollen auch live auf, u. a. wurden die Theaterstücke Frieda sei mit euch (2003) und Das braune Gold von Plattengülle (2008) erfolgreich in vielen Städten im norddeutschen Raum aufgeführt.
Für das Frühstyxradio sprach sie u. a. die Charaktere Erwin Höhnefeld und Uschi mit den Dingern, an vielen Frühstyxradio-Serien, wie z. B. Wäschetrockner weinen nicht, Die Lemkes oder Pränki Prankowski, der lebende Leichnam war sie außerdem in Nebenrollen vertreten und gehörte somit zum festen Kern des Frühstyxradios.
Sie wirkte in unterschiedlichen Fernseh- und CD-Produktionen als Sprecherin, Schauspielerin und Sängerin mit. 1999 gründete sie die Showband Sabine und die Bulthaups.
Der spätere niedersächsische Ministerpräsident Christian Wulff berief sie 2001 zur Pressesprecherin der niedersächsischen CDU-Landtagsfraktion. Seit Mai 2003 arbeitet sie als Referentin in der Niedersächsischen Staatskanzlei.
Sabine Bulthaup ist mit dem Musiker und Komponisten George Kochbeck verheiratet und lebt im niedersächsischen Wiedenbrügge (Samtgemeinde Sachsenhagen).